# Banschaft Zeta

Banschaft Zeta innerhalb des Königreichs Jugoslawien

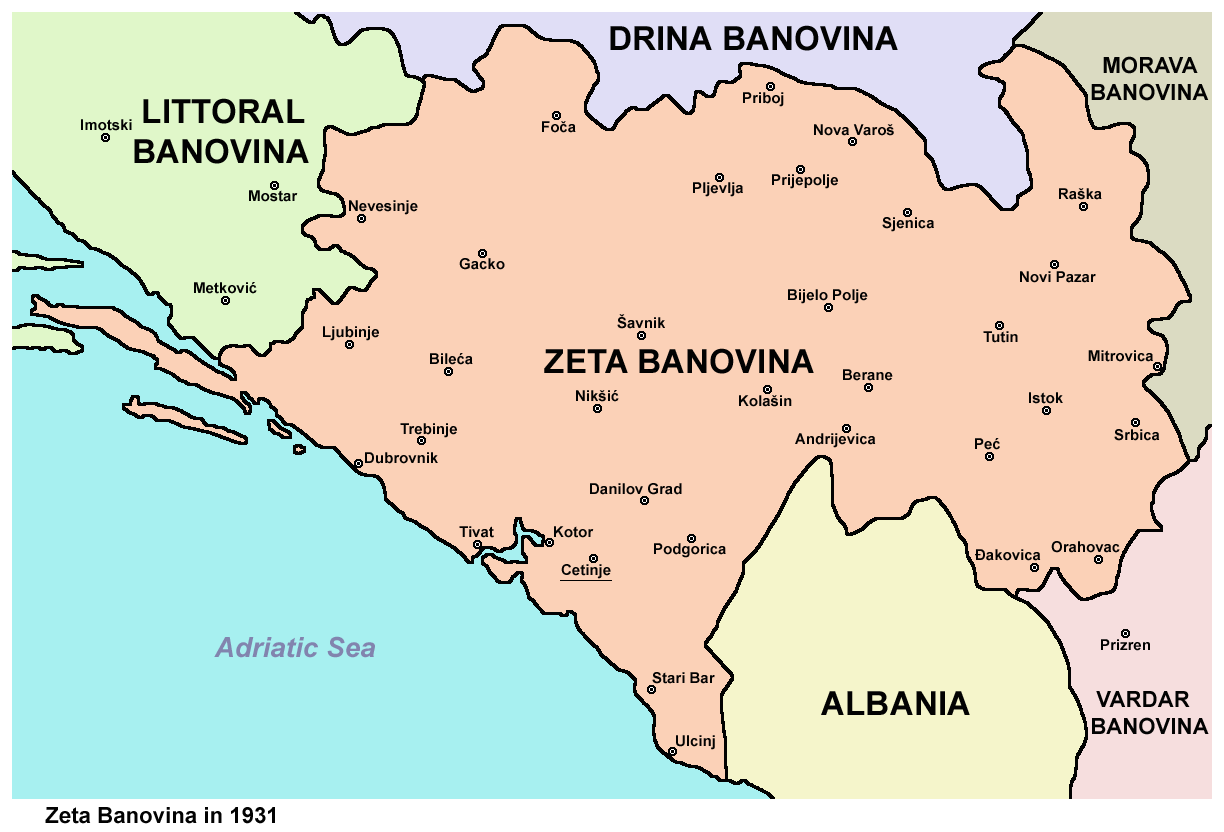
Banschaft Zeta

Die Banschaft Zeta (serbokroatisch Зетска бановина Zetska banovina, deutsch ‚Zeta-Banschaft‘) war eine der neun Banschaften des Königreichs Jugoslawien, welche am 3. Oktober 1929 gebildet wurden. Sie hatte eine Fläche von 30.997 km² und 925 516 Einwohner. Die Hauptstadt war Cetinje. Die Banschaft umfasste etwa das heutige Montenegro, Süddalmatien mit Dubrovnik, die östliche Herzegowina sowie Teile Altrasziens bzw. des Sandžaks und Metochiens. Der Hauptort war Cetinje.

## Geschichte
Die Banschaft Zeta entstand 1929 mit der Reorganisation des jugoslawischen Staates vom Königreich der Serben, Kroaten und Slowenen in das Königreich Jugoslawien unter Alexander I. Mit der Gründung der kroatischen Banschaft 1939 fiel Süddalmatien mit Dubrovnik an die neue Banschaft.
Nach dem Angriff des Hitler-Regimes auf das Königreich Jugoslawien und der Kapitulation Jugoslawiens 1941 wurde die Banschaft Zeta aufgelöst. Der Hauptteil wurde zu Montenegro, welches von den italienischen Faschisten als Staat unter deren Besatzung reorganisiert wurde. Die östliche Herzegowina wurde dem Ustascha-Staat zugeschlagen, die zuvor zur Banschaft gehörenden Teile Metochiens und des Sandžaks zwischen dem Protektorat Serbien und dem ebenfalls unter italienischer Besatzung stehenden Albanien aufgeteilt.
Nach dem Krieg wurden im kommunistischen Jugoslawien die Teilrepubliken Bosnien-Herzegowina, Kroatien, Montenegro und Serbien gebildet; die Banschaft Zeta wurde nicht erneuert.